# Dynamit
 For alternative betydninger, se Dynamit (flertydig). (Se også artikler, som begynder med Dynamit)
Dynamit er et sprængstof baseret på nitroglycerin, som bliver opsuget i et porøst materiale, typisk kiselgur og rullet ind i et pap-hylster.

## Historie
Dynamit blev opfundet af den svenske kemiker og ingeniør Alfred Nobel i 1866 og patenteret i 1867.
Nobel-familien havde før dynamitten produceret nitroglycerin, som blev brugt som sprængstof i mange sammenhænge. Nitroglycerin er et problematisk stof at arbejde med, da det er meget ustabilt og kan eksplodere, hvis det bliver udsat for rystelser.
Da dynamitten kom frem og viste sig at være langt sikrere, blev det straks en stor succes til minedrift, nedrivning og andre steder i industrien.

## Afledte sprængstoftyper
Dynamitten blev videreudviklet år 1875. Dels ved at udskifte det inaktive kiselgur med nitrocellulose, som øger eksplosionen; Geldynamit eller Gummidynamit. Dels ved flere plastiske varianter.
Ballistit er en af de mere kendte krudttyper, som Nobel selv opfandt med baggrund i dynamit. Det var kraftigere, mere præcist og var røgfrit. Det blev anvendt i kanoner.

## Håndtering
Dynamit er langt sikrere end nitroglycerin, da det som hovedregel ikke er følsomt over for slag eller temperaturer. Det detoneres normalt med en sprænghætte eller ved høje temperaturer (fx ved at overhælde det med benzin og antænde det).
De største problemer ved dynamit er dels, at det kan "svede" noget af nitroglycerinen ud ved længere tids lagring, dels at nitroglycerinen ændrer karakter, hvis det nedfryses til under -11 grader. I begge tilfælde øges følsomheden ved stød og slag.
 Der er for få eller ingen kildehenvisninger i denne artikel, hvilket er et problem. Du kan hjælpe ved at angive troværdige kilder til de påstande, som fremføres i artiklen.